# Suhîi Lîman, Odesa
Suhîi Lîman (în ucraineană Сухий Лиман) este un sat în raionul Odesa, regiunea Odesa, Ucraina, formată numai din satul de reședință.

## Demografie
Componența lingvistică a comunei Suhîi Lîman
     Rusă (49,33%)
     Ucraineană (47,92%)
     Alte limbi (0,94%)
Conform recensământului din 2001, nu exista o limbă vorbită de majoritatea populației, aceasta fiind compusă din vorbitori de rusă (49,33%), ucraineană (47,92%) și armeană (1,02%).